# Hovrljice
Hovrljice su naseljeno mjesto u općini Čajniču, Republika Srpska, BiH. Nalazi se na 815 metara nadmoske visine, istočno od rijeke Janjine, Gložin je zapadno a Kapov Han sjeverno.
Godine 1985. spojena je zajedno s naseljima Kobilićima, Rančićima, Šamlićima i Trbuhovićima u novo naselje Kapov Han (Sl. list SRBiH 24/85).

## Stanovništvo
| Narod     | Popis 1961. | Popis 1971. | Popis 1981. |
| --------- | ----------- | ----------- | ----------- |
| Hrvati    |             |             |             |
| Muslimani | 38          | 34          | 41          |
| Srbi      |             |             |             |
| ostali    | 1           |             |             |
| Ukupno    | 39          | 34          | 41          |